# Matroneo

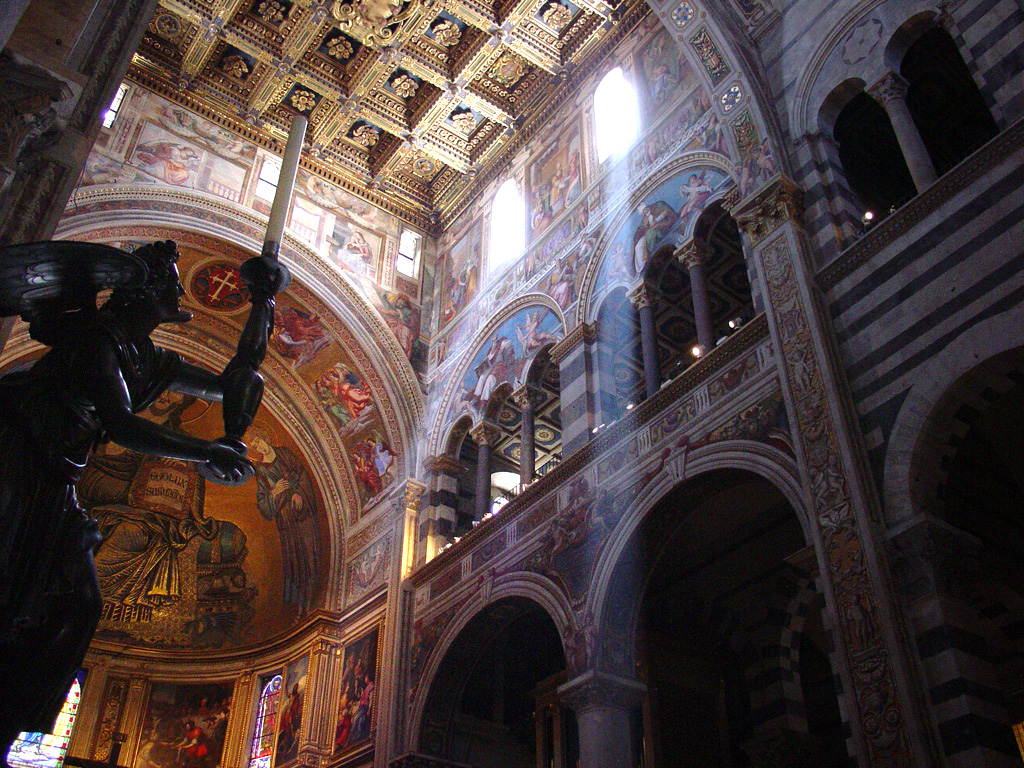
El matroneo de la Catedral de Pisa tapado por tríforas y bíforas.

En arquitectura el matroneo, palabra proveniente del Latín matroneum, es un balcón o una logia situada en el interior de un edificio (en particular de una iglesia) y originariamente destinada a acoger las mujeres (o "matronas", de ahí deriva el nombre).

## Iglesias
En las iglesias paleocristianas era un espacio reservado a las mujeres durante el culto cristiano.
En las iglesias medievales los matroneos perdieron la función de acogida y se hicieron exclusivamente elementos arquitectónicos, puestos encimas de las naves laterales con la función estructural de contener el empuje de la nave central, y normalmente formados por arcadas superpuestas a las de las naves laterales.
En las iglesias protogóticas los matroneos eran uno de los cuatro elementos que constituían la pared interior (arco, matroneo, triforio y claristorio), mientras que aparecen más raramente en el período sucesivo de la arquitectura gótica.

## Sinagogas

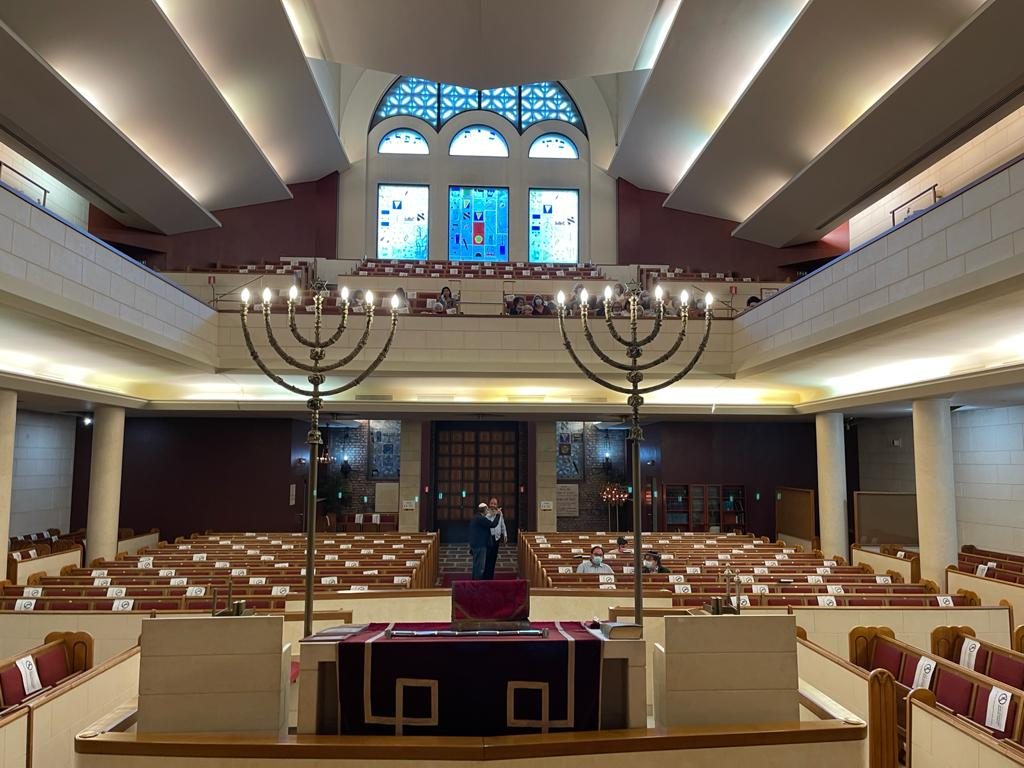
Sinagoga Central de Milán, donde se puede apreciar en la parte superior el matroneo o Ezrat Nashim (sector de mujeres)

Estos balcones o galerías también se encuentran a menudo en las sinagogas, especialmente en los edificios de culto surgidos tras la Emancipación judía en Europa Central en los siglos XIX y principios del XX. Ejemplos de esto son la Sinagoga Central de Milán (1892) o la Sinagoga de Génova (1935). Las galerías de las sinagogas se utilizan para la separación por sexos durante el culto y están reservadas para las mujeres. Este sector de la sinagoga se llama Ezrat Nashim (עזרת נשים - lit. sector de mujeres) el cual adopta dicho nombre por un área similar existente en el antiguo Templo de Jerusalén.